# Rhaphidophora acutelaminata
Rhaphidophora acutelaminata är en insektsart som beskrevs av Lucien Chopard 1916. Rhaphidophora acutelaminata ingår i släktet Rhaphidophora och familjen grottvårtbitare. Inga underarter finns listade i Catalogue of Life.